# Doktor Schiwago (Roman)
Doktor Schiwago (russisch Доктор Живаго [ʒiˈvaːgo], wissenschaftliche Transliteration: Doktor Živago, andere von deutschen Verlagen verwendete Transkriptionsweisen: Doktor Shiwago, Doktor Zhivago) ist ein Roman von Boris Pasternak.
Der Roman erzählt die Lebensgeschichte des russischen Arztes und Dichters Juri Andrejewitsch Schiwago, der sich vom sensiblen Kind zum Sozialisten und schließlich zum Dissidenten entwickelt. Breiten Raum nimmt in der Handlung das Verhältnis zu seiner Geliebten Larissa (Lara) Antipowa, geb. Guichard ein. Der Roman verknüpft zahlreiche Handlungsstränge, an denen Hunderte von Personen beteiligt sind, zu einer komplexen Gesamterzählung. Charakteristisch für diese Handlungsführung sind vielfache Überkreuzungen: Immer wieder erscheinen Personen rein zufällig in solchen Handlungssträngen, in denen sie unter Gesichtspunkten der Wahrscheinlichkeit eigentlich gar nicht vorkommen dürften. Eine der zentralen Botschaften des Romans ist die, dass die Welt nicht einfach in zwei Lager gespalten ist, sondern dass die scheinbaren Abgründe immer durch die überraschendsten Verbindungen überbrückt sind.
Der 1956 fertiggestellte Roman durfte wegen seiner scheinbar kritischen Darstellung der Oktoberrevolution in der Sowjetunion nicht veröffentlicht werden. Er erschien erstmals in italienischer Übersetzung beim Mailänder Verlag Feltrinelli im November 1957. Eine von der CIA finanziell geförderte russische Originalausgabe wurde im August 1958 beim Den Haager Mouton Verlag veröffentlicht. Die Publikation in der Originalsprache war die Voraussetzung dafür, dass der Autor für einen Literaturnobelpreis in Betracht gezogen werden konnte. Pasternak war schon in den Jahren 1947 bis 1950 insgesamt fünfmal nominiert worden und erhielt auch 1957 eine Nominierung. Im Jahr 1958 gingen drei Nominierungen für ihn ein. Die Schwedische Akademie sprach ihm am 23. Oktober 1958 den Literaturnobelpreis für das Jahr 1958 zu. In der Sowjetunion erschien Doktor Schiwago erstmals im Jahre 1988, nach Beginn der Perestroika.

## Handlung

### Teil 1
Ort der Handlung ist zunächst Moskau, die Zeit das Jahr 1901. Die Handlung setzt mit der Beerdigung der Mutter des zu diesem Zeitpunkt zehnjährigen Juri Schiwago ein. Da der Vater das Vermögen verschleudert und die Familie verlassen hat, nimmt ihn ein Bruder der Mutter, Nikolai Wedenjapin, als Halbwaise zu sich und lebt mit ihm in einer Provinzstadt an der Wolga.

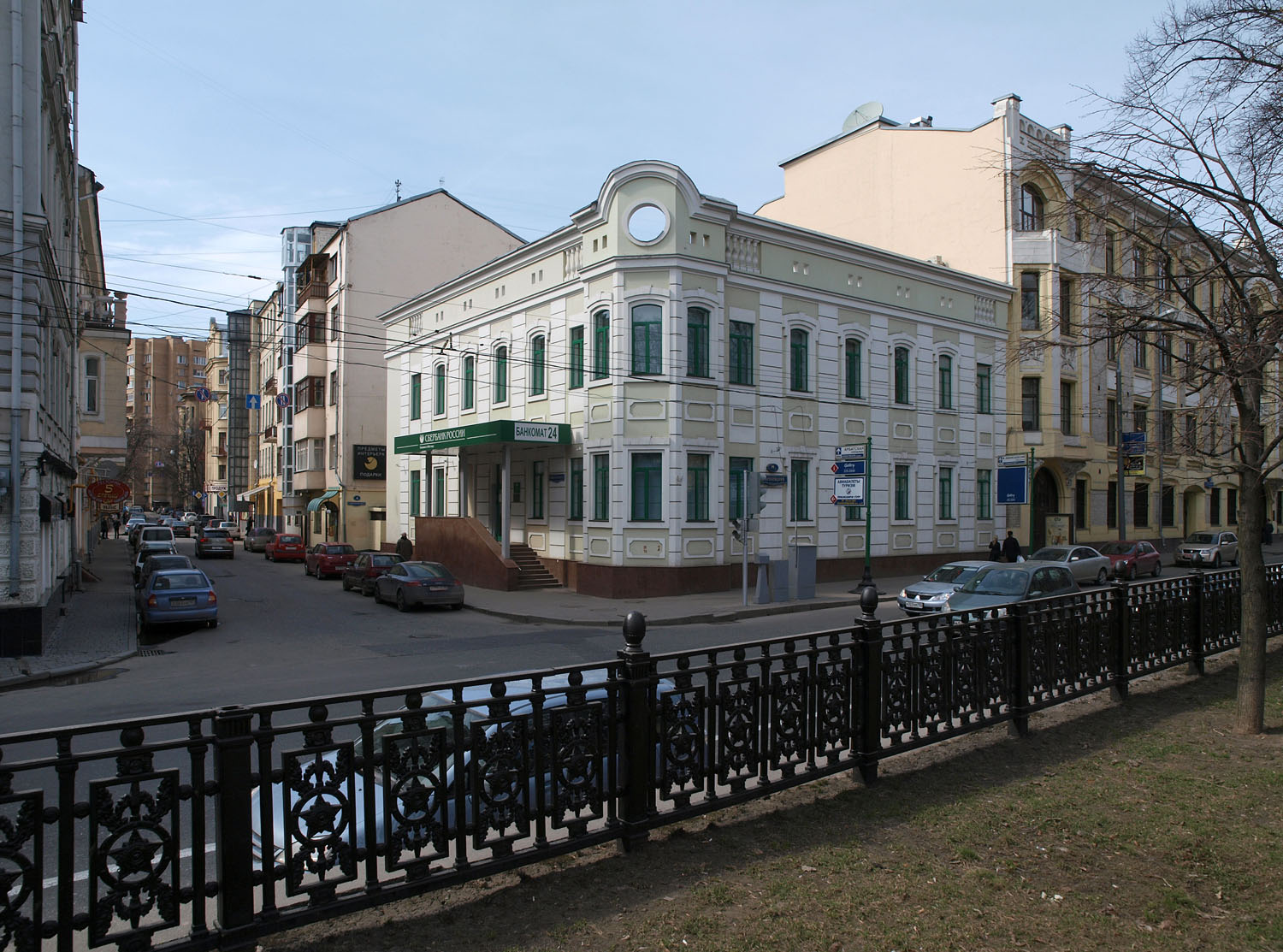
Siwzew-Wraschek-Gasse, Moskau. Die Gromekos leben in dieser Straße in einem zweistöckigen Haus.

1902. Wedenjapin, der als Schriftsteller später Berühmtheit erlangen wird, bietet Juri ein intellektuell anregendes Umfeld. Auf dem Landgut der Familie Kologriwowa, wo Wedenjapin den Pädagogen Woskoboinikow besucht, schließt Juri Freundschaft mit Nika Dudorow. Wedenjapin zieht schließlich nach Sankt Petersburg, wohin er Juri nicht mitnehmen kann. Dieser wird in Moskau bei einem Verwandten, Fedka Ostromyslenski, untergebracht. Da dieses Arrangement nicht funktioniert, zieht Juri 1905 schließlich ins Haus weiterer Verwandter ein, der Gromekos. Dort wächst er gemeinsam mit der gleichaltrigen Tonja auf. Ein weiteres Ziehkind, das bei den Gromekos lebt, ist Mischa Gordon.

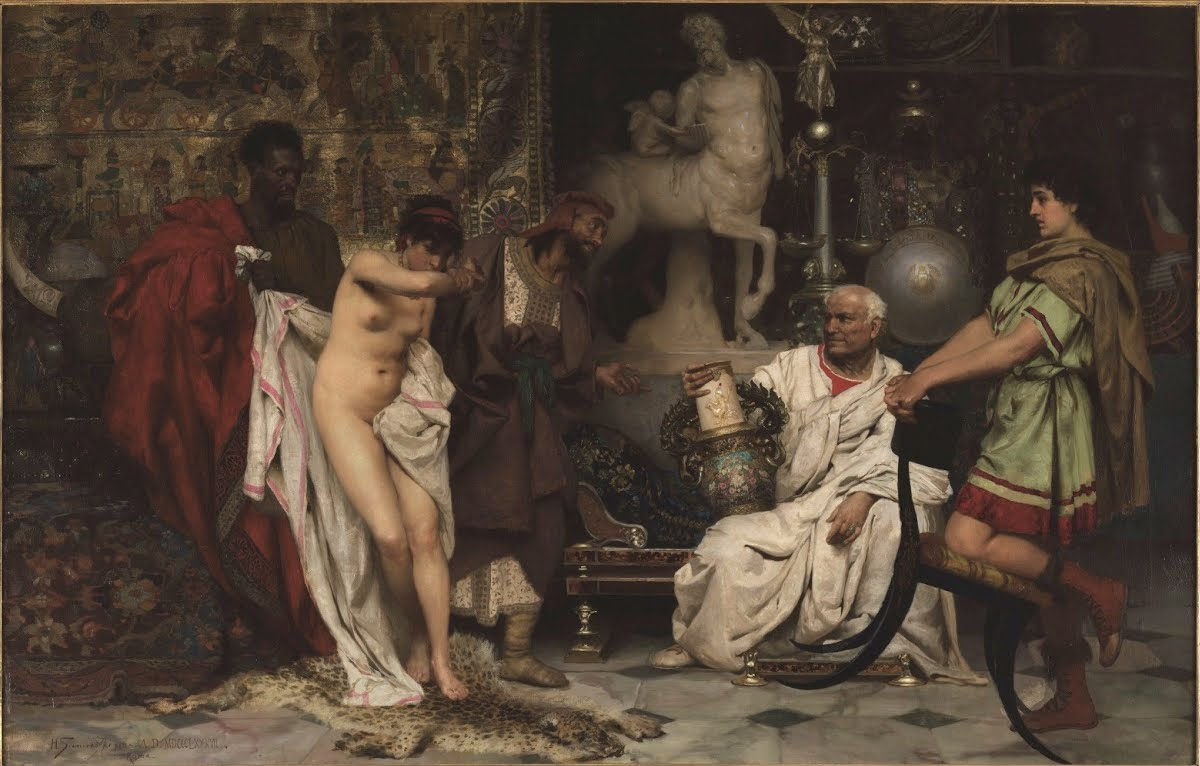
Henryk Siemiradzki: Das Mädchen oder die Vase? In dem Séparée, in dem Komarowski zum ersten Mal mit Lara geschlechtlich verkehrt, hängt eine Reproduktion dieses Gemäldes.

1905. Parallel zur Geschichte Juri Schiwagos wird die Geschichte der Familie Guichard erzählt. Die Witwe Amalia Guichard hat zwei Kinder: Rodion und Larissa, genannt Lara. Ihr Wohltäter ist Viktor Ippolitowitsch Komarowski, ein verschlagener Rechtsanwalt, der schon ihren Mann beraten hatte und mit ihr ein Verhältnis beginnt. Bald macht er auch die 17-jährige Lara zu seiner Geliebten. Dass dieser wichtige und attraktive Mann sich für sie interessiert, schmeichelt Lara erst, dann überkommt sie Ekel.
Im Mittelpunkt der dritten Linie der Erzählung stehen die Eisenbahnerfamilie Tiwersin und der Junge Pascha Antipow, der bei den Tiwersins lebt. Die Eisenbahnarbeiter sind heimlich organisiert und arbeiten auf radikale gesellschaftliche Veränderungen hin. Kurz nach dem Oktobermanifest im Herbst 1905 nehmen Marja Tiwersina und Pascha an einer Demonstration teil, die von Dragonern blutig niedergeschlagen wird. Lara lernt den etwas jüngeren Pascha kennen. Er verliebt sich in sie.
Januar 1906. Amalia Guichard unternimmt einen Selbstmordversuch, indem sie Jod schluckt. Pasternak lässt offen, ob sie von Komarowskis Verhältnis mit Lara weiß oder ob ihr Suizidversuch andere Gründe hat. Sie übersteht die Vergiftung, durch einen Zufall gelangen am selben Abend aber auch Juri und Mischa an den Ort des Geschehens; der Anblick, der sich dem Jungen hier bietet – die halbnackte, in Tränen aufgelöste Amalia Guichard –, ziemt sich für die beiden Teenager nicht. Überdies werden sie Zeugen einer Interaktion zwischen Lara und Komarowski, die einander wortlos ihre Erleichterung darüber mitteilen, dass Amalia von ihrem Verhältnis doch nichts weiß. Die unsittlichen Implikationen dieser Szene verstehen sie nicht, ahnen sie aber. Mischa, der als Kind Zeuge davon war, wie Komarowski Mitschuld am Tode von Juris Vater getragen hat, erkennt Komarowski wieder und kann Juri von diesen Zusammenhängen jetzt berichten.
Lara, die es zu Hause nicht mehr aushält, wird Erzieherin im Hause der Kologriwowas, besucht bis 1907 aber weiter das Gymnasium und studiert anschließend an der Universität. Gut drei Jahre lang hat sie Ruhe vor Komarowski, da erscheint unerwartet Rodion und fleht Lara an, Komarowski für ihn um 700 Rubel zu bitten. Er hat in der Militärakademie Geld veruntreut und befindet sich in Schwierigkeiten. Lara fordert als Gegenleistung seinen Revolver, bittet aber nicht Komarowski um Geld, sondern die Kologriwowas. Diese geben das Geld gern, Lara fällt es aber schwer, ihre Schulden abzuzahlen, denn sie hat begonnen, Paschas Familie finanziell zu unterstützen. Sie besorgt Pascha auch ein Zimmer. Lara träumt davon, mit Pascha in den Ural zu gehen, wo sie beide als Schullehrer arbeiten und sich eine Existenz aufbauen sollen. Auf ihren Wunsch hin studiert Pascha ebenfalls. Lara erkennt früh seine außerordentliche Größe und sittliche Reinheit, die ihn von Komarowski maximal unterscheidet.
Ende 1911. Auf sanftes Drängen von Anna Iwanowna verloben Tonja und Juri sich miteinander. Bisher hatten sie füreinander nur geschwisterliche Liebe empfunden, die nun einer scheuen Romanze weicht.
Lara glaubt, für die Kologriwows eine Belastung zu sein, und will sich möglichst schnell unabhängig machen. Nach allem, was Komarowski ihr angetan hat, meint Lara, er sei ihr Hilfe und Wiedergutmachung schuldig. Falls er sich weigert, ihr Geld zu geben, will sie ihn mit Rodions Revolver erschießen. Sie findet ihn nicht zu Hause vor, sondern auf dem Weihnachtsball der Swentizkis, wo sich auch Juri und die Gromekos aufhalten. Allerdings ergibt sich für Lara keine Gelegenheit zu einem Vieraugengespräch, und statt auf Komarowski schießt sie schließlich auf den Staatsanwalt Borja Kornakow. Kornakow hatte nach dem Eisenbahnerstreik von 1905 Kiprian Tiwersin und Paschas Vater ins Gefängnis gebracht. Kornakows Verletzung erweist sich als Lappalie; Juri, der als Arzt sogleich zur Hilfe kommt, braucht sich kaum darum zu kümmern. Umso mehr zieht ihn allerdings Lara in ihren Bann, an die er sich noch gut erinnert. Es sind immer höchst bemerkenswerte Umstände, unter denen er sie sieht. Komarowski, der inzwischen große Angst davor hat, dass sein Verhältnis zu ihr zu einem Skandal führen könnte, verhindert nicht nur, dass Lara verhaftet wird, sondern gibt ihr auch Geld und mietet für sie ein Zimmer.
1912. Lara und Pascha bestehen ihre Prüfungen mit Bravour und heiraten. Die volle Wahrheit über ihre Vergangenheit sagt Lara ihm erst nach der Trauung. Pascha verzeiht ihr und sie reisen in den Ural in Laras Geburtsort Jurjatin.
Herbst 1915. Juri ist in Moskau inzwischen mit Tonja verheiratet und als Krankenhausarzt vielbeschäftigt. Tonja bringt einen Sohn Alexander („Saschenka“) zur Welt. Wenige Tage nach der Geburt wird Juri als Militärarzt verpflichtet.
In Jurjatin haben Lara und Pascha eine dreijährige Tochter Katenka (auch: Katja). Lara opfert sich für ihren Mann zwar auf, dieser zweifelt jedoch, ob sie ihn liebt. Aus Enttäuschung und weil er die Enge der Provinz nicht aushält, verlässt er Jurjatin, besucht die Militärschule in Omsk, wird zum Fähnrich befördert und 1915 an die Front entsandt. Dort führt er seine Einheit in einen tollkühnen Angriff, in deren Verlauf er gefangen genommen wird. Yusup Galiullin, der in seiner Einheit dient, meint, dass Pascha dabei ums Leben gekommen ist.
Um ihrem Mann hinterherreisen zu können, absolviert Lara eine Ausbildung zur Krankenschwester. Ihre Suche führt sie zunächst nach Moskau. Dann fährt sie – nun als Krankenschwester auf einem Militärzug – nach Medzilaborce, weil von dort Paschas letzter Brief gekommen war. Katenka bleibt in Moskau zurück.
Herbst 1916. Juri dient in einem Militärlazarett in einem Dorf in Galizien. Auch Lara tut in dem großen Lazarett Dienst, begegnet Juri aber nicht. Als das Dorf unter feindlichen Beschuss kommt, wird Juri von einer Schrapnellkugel verwundet.
Ende Februar 1917. Das Lazarett wurde nach Meliuzejewo verlegt, eine (fiktive) Kleinstadt in der Westregion, in die Villa der internierten Gräfin Schabrinskaja. Juri ist auf dem Wege der Genesung und teilt sich ein Krankenzimmer mit dem ebenfalls verwundeten Galiullin. Lara übernimmt die Pflege der beiden Männer. Galiullin berichtet ihr, dass er mit Pascha gemeinsam gekämpft hat, verschweigt aber, dass er ihn für tot hält. Juri ist Lara gegenüber befangen, sodass sie ihn anfangs als abweisend empfindet. In Moskau bricht die Februarrevolution aus.

### Teil 2
Nach zwei Kriegsjahren befindet die russische Armee sich im Zustand der Anomie. In dem (fiktiven) Ort Zybushino ruft im Juni 1917 der örtliche Müller Blascheiko mit Unterstützung desertierter Soldaten eine unabhängige Republik aus, die aber schon nach zwei Wochen wieder zusammenbricht; die Rebellen fliehen nach Biriuchi, einen Nachbarort von Meliuzejewo. Während die lokale Militärführung die Männer durch Kosaken entwaffnen lassen will, kommt aus der Hauptstadt ein neuer Frontkommissar nach Meliuzejewo, der blutjunge und überaus naive Ginz, der die Meuterer mit idealistischen Phrasen dafür zu gewinnen sucht, den Kampf gegen die Deutschen wieder aufzunehmen. Noch während Ginz eine seiner Reden hält, wird er erschossen.
Sommer 1917. Juri ist wieder geheilt und geht seiner Arbeit im Lazarett mit Laras Hilfe nach. Mlle Fleuri, eine ehemalige Gouvernante, die quasi zum lebenden Inventar der Villa gehört, erfühlt als erste die Romanze, die zwischen ihnen entsteht. Als Juri in einem Brief an Tonja beiläufig Lara erwähnt, reagiert diese überaus stark und glaubt, ihn bereits ganz an die andere Frau verloren zu haben. Fast gegen seinen Willen gesteht er Lara wenig später, wie viel sie ihm bedeutet, und sie entgegnet, sie habe befürchtet, dass es so kommen werde. Am folgenden Tag reist sie nach Moskau ab, um ihre Tochter wieder zu sich zu nehmen. Sie bleibt dort einige Monate und kehrt mit Katenka dann nach Jurjatin zurück.
Kurz nach Laras Abreise findet auch Juri Platz auf einem Zug nach Moskau. Dort angekommen, erschüttert ihn das Elend, in dem die Bewohner inzwischen leben. Tonja und ihr Vater haben einen großen Teil des Hauses an die Moskauer Landwirtschaftsakademie vermietet. Juri, der seine Arbeit im Krankenhaus wieder aufnimmt, fühlt sich in der Familie und bei den Freunden fremd: Diese scheinen nicht nur wirtschaftlich, sondern auch geistig verarmt zu sein. Als er einem ihm Unbekannten hilft, der auf der Straße überfallen worden ist, beschert ihm dies ungeahntes Glück, denn der Mann ist ein bedeutender Politiker, der Juri in den folgenden Jahren viele Male schützen wird. Der Winter 1917/1918 ist für die Familie bitterhart. Sie haben kein Brennholz und hungern. Saschenka stirbt fast an einer schweren Erkältung, dann erkrankt Juri an Fleckfieber. In Moskau liefern pro-bolschewistische Soldaten sich Straßenschlachten mit Junkern, die die provisorische Regierung unterstützen.
April 1918. Auf Anraten von Juris Halbbruder Ewgraf macht die Familie – Juri, Tonja, Alexander, Saschenka und das Kindermädchen Niuscha – sich auf den Weg in den Ural, wo sich das große Gut von Alexanders Schwiegervater Krueger, Warykino, befindet. Krueger ist inzwischen gefangen; keiner weiß, ob er überhaupt noch am Leben ist. Alexander hofft, dass bei der Ausplünderung des nun herrenlosen Guts ironischerweise vielleicht auch für seine Familie etwas abfallen könnte. Die Familie reist im Güterwagen eines Zuges, mit dem auch 500 Zwangsarbeiter transportiert werden, die vom Militär unter Vorwänden rekrutiert wurden, um an der Ostfront Schützengräben auszuheben. Auch die Aufseher sind wenig motiviert; einer von ihnen entläuft während der Reise gemeinsam mit seinen Gefangenen. Im Bahnhof von Razvilie, einem Vorort von Jurjatin, fällt Juri zufällig Pascha in die Hände, der als „Strelnikow“ inzwischen ein bedeutender Kriegsherr ist, der halb auf eigene Rechnung für die Bolschewiki arbeitet. Strelnikow war aber eigentlich auf der Suche nach dem Weißenführer Galiullin und lässt Juri wieder laufen, als er die Verwechslung bemerkt.
Jurjatin ist immer noch Bürgerkriegsgebiet. Mikulizyn, der in Warykino das Haupthaus bewohnt, nimmt die Einquartierung aus Moskau nur widerstrebend auf und lässt sie in einen hölzernen Anbau einziehen. Den folgenden Winter überleben die Schiwagos, weil sie Kartoffeln und Gemüse anbauen, Juri gelegentlich als Arzt praktiziert und Samdeviatov, ein einflussreicher lokaler Jurist, sie unterstützt. Die gemeinsame körperliche Arbeit bringt Juri erneut seiner Frau nahe. Im Frühjahr 1919 ist Tonja schwanger. Juri spürt erstmals seine wohl von der Mutter ererbte Herzschwäche und sieht sich mit der Tatsache konfrontiert, dass seine Lebenszeit endlich ist. Er verdrängt, dass es Lara ist, nach der er sich sehnt, und reist nach Jurjatin im Glauben, die dortige Bibliothek sei sein Ziel. Per Zufall entdeckt er Lara ausgerechnet in dieser Bibliothek, ist aber zu befangen sie anzusprechen.

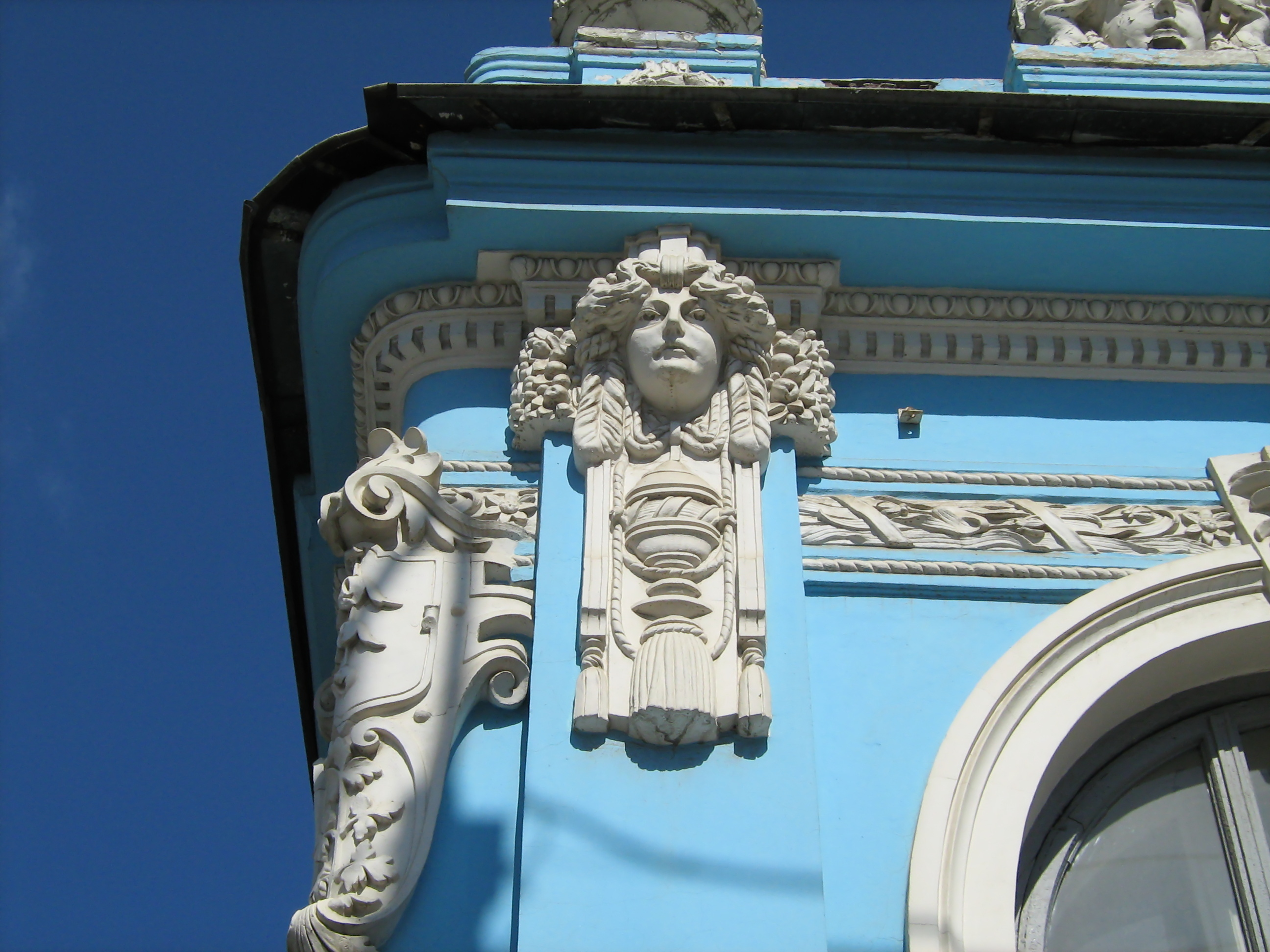
Lara lebt in Jurjatin gegenüber dem „Haus mit den Figuren“. Die Bewohner von Perm vermuten, dass das im Stadtbild recht auffällige Gribuschin-Haus als Anregung gedient hat.

Im Mai 1919 sucht Juri Lara in ihrer Wohnung auf, die sie sich mit Katenka teilt. Sie werden Liebende, seine Schuldgefühle treiben Juri zwei Monate später jedoch zum Entschluss, mit Lara zu brechen und Tonja seine Untreue zu gestehen.

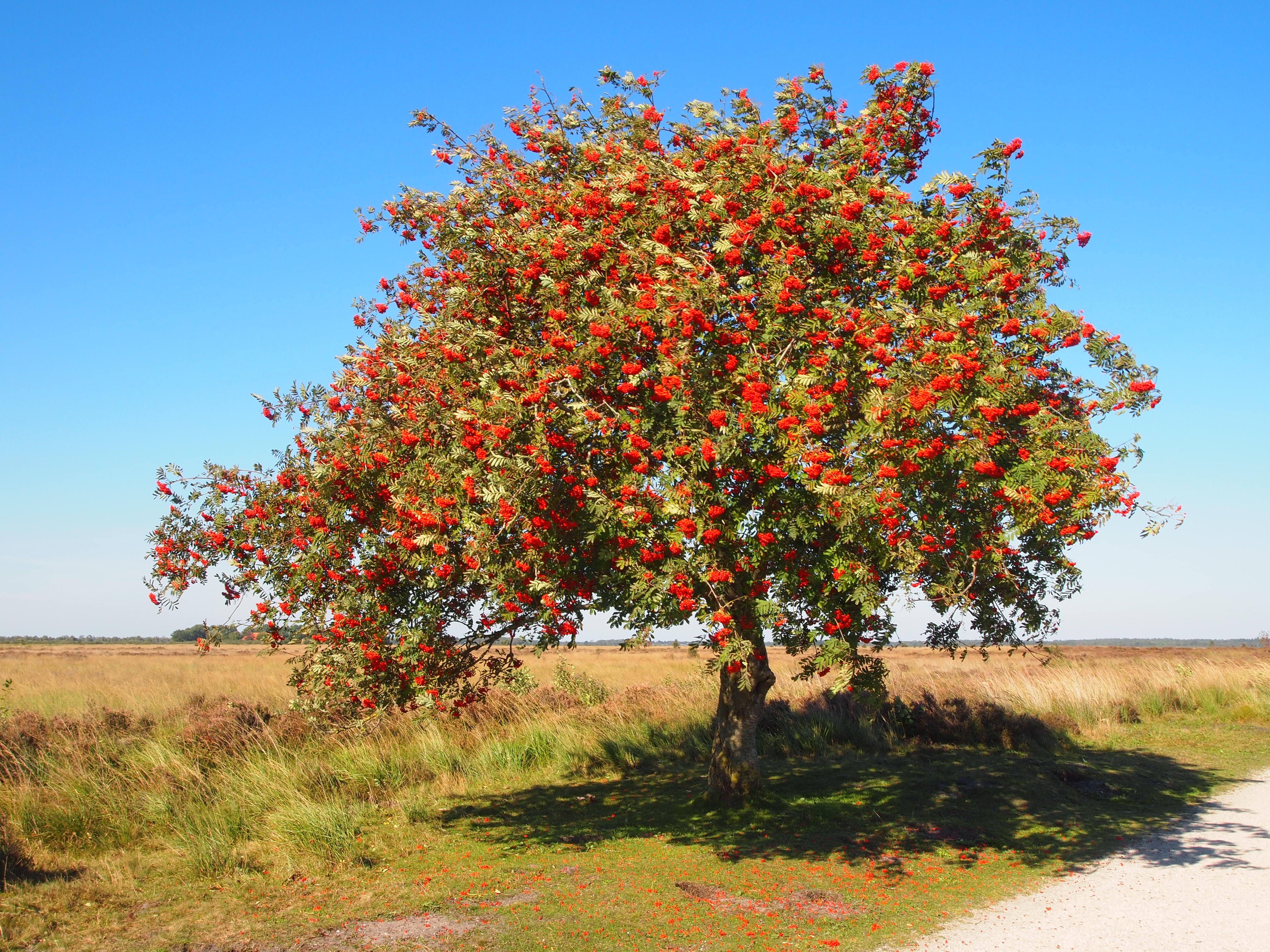
In der Nähe des Lagers der Partisanen steht ein Vogelbeerbaum, der Juri an Lara erinnert und ihm in dieser schweren Zeit Trost gibt

Bevor er das in die Tat umsetzen kann, wird er von den „Waldbrüdern“ aufgegriffen und als Feldarzt zwangsrekrutiert. Die Waldbrüder sind rote Partisanen, die gegen die von Alexander Koltschak geführten weiße Volksarmee („Komuch“) kämpfen und ihr erhebliche Gebiete abgerungen haben. Juri wird dort Zeuge von großem Elend. Die Partisanen erschießen eine ganze Einheit weißer Kadetten; Juri tarnt einen Überlebenden als Roten und pflegt ihn gesund. Auch die Weißen begehen an den Partisanen und selbst an der Zivilbevölkerung unsägliche Grausamkeiten.
Frühjahr 1921. Juri flieht aus dem Partisanenlager und erreicht nach einem sehr langen Fußmarsch Jurjatin. Dort erfährt er, dass Alexander und Tonja, die inzwischen eine Tochter Maria („Mascha“) geboren hat, Warykino verlassen und nach Moskau abgereist sind, wo Alexander als Agronom gebraucht wurde; später wurden sie deportiert und haben sich dann, wie Tonja Juri 1921 in einem Brief mitteilen kann, auf den Weg nach Paris gemacht. Lara hatte Tonja in Warykino besucht und war ihr in der Zeit rund um die Geburt sehr behilflich gewesen. Jetzt ist es Juri, der ihre Pflege braucht, denn nach der langen Wanderung ist er schwer krank. Nach seiner Genesung arbeitet Juri gleichzeitig als Arzt und als Dozent.
Als die Weißen besiegt sind, wird Strelnikow von den Roten nicht mehr gebraucht. Durch seine Kriegsaktivitäten hat er sich unzählige Feinde gemacht. Dadurch schwebt auch Lara in Gefahr. Im Dezember erscheint Komarowski, der von großen bevorstehenden Umwälzungen berichtet. Die Äußere Mongolei soll mit sowjetischer Duldung zu einem Pufferstaat zwischen Sowjetrussland und dem übrigen Asien umgebildet werden. Komarowski selbst ist Justizminister des Schattenkabinetts. Er bietet Lara und Juri an, mit ihm zu reisen, und schließt in sein Angebot sogar Pascha ein. Lara glaubt nicht an den Erfolg eines so abenteuerlichen Szenarios und wirft Komarowski hinaus.
Als sich die Anzeichen für eine bevorstehende Verhaftung verdichten beschließen Lara und Juri, sich in Warykino zu verstecken. Damit Juri nicht ständig an Tonja erinnert wird, beziehen sie dort nicht den Anbau, sondern das Haupthaus. Die Mikulizyns sind aus Warykino längst geflohen, aber Juri entdeckt Hinweise, dass das Haus jüngst noch einen Bewohner gehabt haben muss. Juri überarbeitet seine alten Gedichte, die er aus dem Gedächtnis rekonstruieren muss, und schreibt auch neue. Er spürt, dass er bald für immer von Lara getrennt sein wird, und in die Gedichte fließt seine ganze Trauer darüber ein.
Nach zwei Wochen erscheint erneut Komarowski. Ein Sonderzug wartet auf ihn, und um Juri davon zu überzeugen, dass die Flucht in die Mongolei Laras einzige Rettungschance ist, berichtet er, Strelnikow sei gefangen genommen und erschossen worden. Juri wünscht zwar Lara in Sicherheit, will selbst aber um keinen Preis mit Komarowski reisen. Da Lara ohne ihn nicht reisen will, willigt er ein, sie über seine Teilnahme an der Flucht in die Mongolei zu täuschen. Als Komarowski Warykino gemeinsam mit Lara und Katenka verlässt, glaubt Lara noch, Juri werde ihr in seinem eigenen Schlitten bald folgen. Der Schmerz über den Abschied von Lara, der sich mit seinem Schmerz über die Dogmatisierung der Revolution mischt, bringt Juri fast um den Verstand. Er beginnt zu trinken.
Zwei Tage später taucht in Warykino Pascha auf: Er war der geheimnisvolle Bewohner. Pascha ist halb auf der Suche nach Lara und Katenka, die er schmerzlich vermisst, und halb auf der Flucht, denn ihm droht, nachdem Terentii Galuzin ihn verraten hat, ein Verfahren vor dem Kriegsgericht. Pascha erzählt Juri seine Geschichte und erschießt sich in der folgenden Nacht.
Frühjahr 1922. Nach einer langen Reise, die er anfangs zu Fuß bewältigt, erreicht Juri Moskau, und zwar in Begleitung von Wassja Brykin, einem der Zwangsarbeiter, der 1918 zufällig im selben Güterwagen in den Ural gereist war. Er veröffentlicht eine ganze Reihe von Schriften und betreibt halbherzig eine Wiedervereinigung mit seiner mittlerweile in Paris lebenden Familie, aus der dann aber nichts wird. Nach einem Bruch mit Wassja bezieht er ein Zimmer in dem Haus, in dem der ehemalige Hausmeister der Gromekos, Markel, jetzt arbeitet, vernachlässigt sich, gibt die Medizin ganz auf und lebt in großer Armut. Markels Tochter Marina findet dennoch Gefallen an ihm und wird seine Lebensgefährtin. Sie haben zwei Töchter.
August 1929. Weil es Juri nicht gut geht, rät Ewgraf ihm, Freunde und Familie eine Zeitlang zu verlassen. Er besorgt ihm ein Zimmer in der Kamerger Straße – zufällig dasselbe Zimmer, das Lara für Pascha gemietet hatte – und eine gut bezahlte Krankenhausanstellung. An dem Tag, an dem er die neue Arbeit antreten soll, erleidet er in der Straßenbahn einen Herzinfarkt und stirbt. Die letzte Person, die ihn lebend sieht, ist Mlle Fleury, die ehemalige französische Gouvernante, die er 1917 in Meliuzejewo kennengelernt hatte.
Juris ohne kirchlichen Ritus durchgeführte Beerdigung zieht eine kleine Anzahl von Trauergästen an, darunter etliche Liebhaber seiner Publikationen. Auch Lara reist an. Sie hat 1922 von Juri ein Kind bekommen, Tanja, das in den Wirren verlorengegangen ist. Ewgraf will bei der Suche helfen. Da Lara Juris Gedichte besser kennt als jeder andere, hilft sie ihm auch bei der Sichtung der von ihm hinterlassenen Papiere. Dann verschwindet sie spurlos, vielleicht in einen der vielen Gulags.
1941. Dudorow ist mit Christina Orlezowa verlobt. Sie hat eine Freundin, das Findelkind Tanja Bezocheredeva, die – wie Dudorow bemerkt – Juri auffallend ähnlich sieht.
Sommer 1943. Nachdem Christina, die im Zweiten Weltkrieg als Fallschirmspringerin eingesetzt wird, bei einem Einsatz gegen die Deutschen heldenhaft ums Leben kommt und wie eine Heilige gefeiert wird, macht Ewgraf sich auf die Suche nach Augenzeugen, die Christina gekannt haben, und stößt auf Tanja. Ewgraf erkennt, dass sie das Kind von Lara und Juri ist. Der Roman schließt, fünf oder zehn Jahre später, mit einer erneuten Begegnung zwischen Gordon und Dudorow in Moskau, die ihrer Hoffnung Ausdruck verleihen, dass in ihrem Land künftig mehr Freiheit möglich sein werde.

### Gedichte
Der Anhang des Romans umfasst 25 Gedichte, die die Figur Juri Schiwago zu verschiedenen Zeitpunkten des Handlungsverlaufes verfasst hat und die einen Schlüssel für den symbolhaften Sinn der Romanhandlung bilden. Bereits das erste Gedicht, Hamlet, weist Juri als einen Charakter aus, der mit dem Helden Shakespeares vieles gemeinsam hat. So wie z. B. Hamlet von Claudius’ Machtapparat bedroht ist, lauern über Juri die Kommunisten, die ihn als eine latente Bedrohung sehen und jederzeit vernichten könnten. Andere Gedichte – Das Wunder, Schlechte Tage, Der Garten von Gethsemane – verweisen auf Parallelen zu Christus bzw. seinen Aposteln. Auch seine Namen (Juri = Sankt Georg, der Drachentöter; Andrejewitsch, von Andreas, dem Apostel, der der Legende nach das Christentum nach Russland gebracht hat) unterstreichen, dass Juri als christliche Figur zu sehen ist. Ebenso wie Hamlet und Christus ist der Dichter zur Einsamkeit bestimmt und dazu, in der Welt zu scheitern; erst am Ende wird er siegreich sein.
Auch Lara stellt Pasternak in einen christlichen Symbolzusammenhang. Die beiden Magdalenen-Gedichte beziehen sich auf sie. Ebenso wie die neutestamentliche Maria Magdalena, die traditionell mit der fußwaschenden Sünderin gleichgesetzt wurde, ist Lara eine Gefallene.

## Personen der Handlung

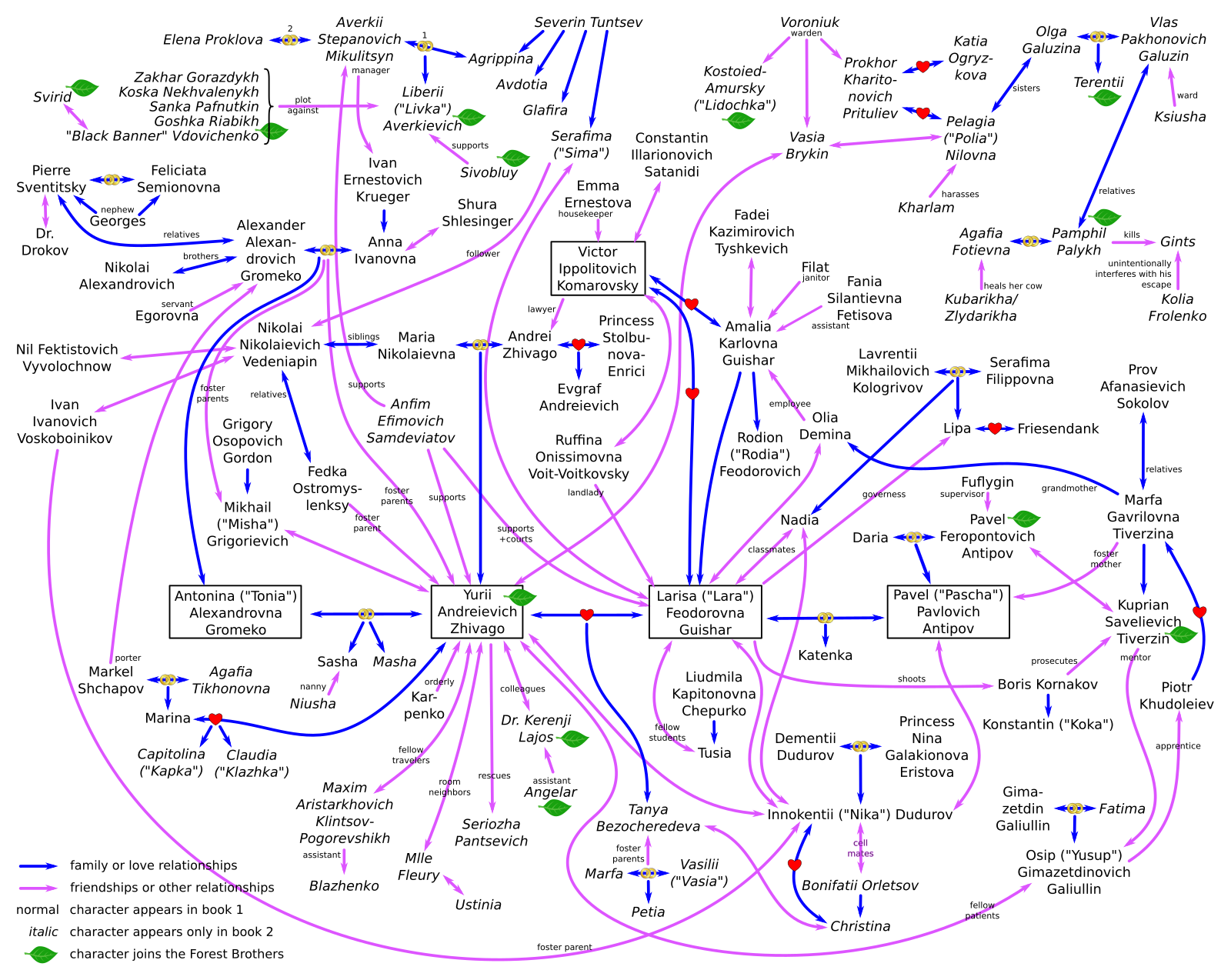
Das Figurengeflecht des Romans ist äußerst komplex.

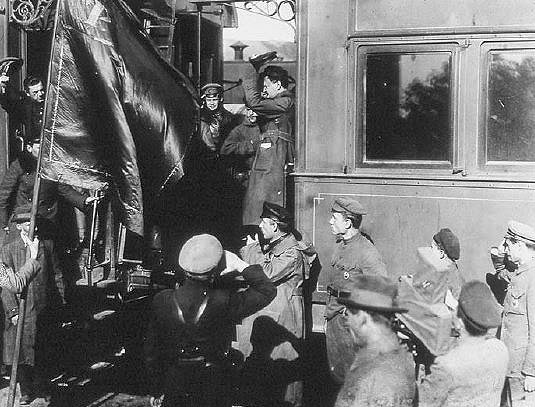
Trotzkis Panzerzug (um 1919)

Juri („Jura“) Andrejewitsch SchiwagoDie Hauptfigur der Handlung. Juri ist als Kind sensibel, überaus fantasiebegabt und verträumt. Da der Vater durchgebrannt und die Mutter wegen ihrer Krankheit viel auf Reisen ist, wächst er bei häufig wechselnden Personen auf. Erst im Hause Gromeko bieten sich ihm äußerlich stabile Verhältnisse. Juri schließt sich eng dem gleichaltrigen Mischa Gordon und der Tochter Alexander Gromekos, Tonja, an. Als Teenager lesen die drei Solowjows Sinn der Liebe und Tolstois Kreutzersonate und verschreiben sich mit jugendlicher Glut einem Ideal der Reinheit und Keuschheit. Juri schließt sein vierjähriges Medizinstudium im Frühjahr 1912 ab. Er schreibt Gedichte und liebt die Literatur, besonders Alexander Blok, hält sie aber nicht für eine Grundlage, auf die man einen Beruf gründen kann, sondern hat den starken Wunsch, sich nützlich zu machen. Das genuine Interesse, das er an der Physik und an den Naturwissenschaften hat, führt ihn jedoch immer wieder ins Philosophieren. Juri wird Arzt. Während er an der Front Dienst in einem Lazarett tut, veröffentlichen Gordon und Dudorow ohne sein Einverständnis sein erstes Buch, das bei der Kritik sehr gut aufgenommen wird. Überaus großen Eindruck macht 1917 die Februarrevolution auf ihn, die zeitlich mit seinem Bekanntwerden mit Lara zusammenfällt. Später, im 8. Abschnitt des 5. Kapitels gehen ihm Lara gegenüber erstmals Mund und Herz über. Er spricht zu ihr von seinen Gedanken über die sonderbaren – und offensichtlich ausgerechnet an den Krieg gebundenen – Umstände der kollektiven Befreiung, die er gleichzeitig als persönliche Befreiung erlebt, nämlich als Überwindung der Theorie (die ihm als Intellektuellen zu seinem Leidwesen scheinbar immer verwehrt gewesen war), handfester Erfahrung der Praxis und Einswerden mit den Mitmenschen, von denen ihn als Intellektuellen sonst immer ein Abgrund trennt. Beide Dimensionen der Befreiung empfindet er einerseits als ekstatisch beglückend und fürchtet andererseits doch das Blutbad, das unausweichlich folgen werde. Nach seiner Rückkehr nach Moskau, 1917, schreibt er ein weiteres Buch, Das Spiel, ein Mensch zu sein. Tiefe Gespräche über Kunst führt er in den folgenden Jahren mit Wedenjapin und in Warykino mit Samdewjatow. Kunst ist für ihn nicht eine Frage der Form, sondern eines verborgenen Inhalts; Kunst ist für ihn ein fundamentales Statement über das Leben. Nach der Trennung von Lara verfällt er in eine Depression und baut physisch und psychisch immer mehr ab, veröffentlicht aber eine ganze Anzahl kleiner Werke zur Philosophie, Medizin und Evolutionstheorie sowie Gedichte und Erzählungen.
Larissa („Lara“) Fjodorowna GuichardJuris Geliebte. Lara ist bereits als junges Mädchen eine komplexe Persönlichkeit voller innerer Widersprüche. Als Komarowski sie verführt, ist sie naiv und unschuldig, genießt aber auch den Kitzel, etwas ganz und gar Verbotenes zu tun. Sie fühlt, dass sie ihn in der Hand hat, und leidet gleichzeitig darunter, sich ihm gegenüber nicht behaupten zu können. Pasternak charakterisiert Lara als eine außerordentlich resolute und pragmatische Frau, die sich mit ihrem Willen gewöhnlich weitaus zielstrebiger durchsetzt als etwa der zaghafte und vergrübelte Juri. Paschas Verliebtheit kommt ihr, weil sie Komarowski entkommen will, sehr gelegen. Sie drängt den Realschüler, nach seiner Ausbildung auch noch Griechisch und Latein zu studieren, damit er wie sie Lehrer werden kann. In Jurjatin arbeitet sie als Lehrerin an einem Mädchengymnasium. Ihre Arbeit zwingt sie, die marxistische Literatur zu studieren. Weil sie als Kind so viel Armut erlebt und gesehen hat, stand die Revolution ihr einmal sehr nahe; später rückt sie davon jedoch ab und der schwer beschreibliche Trost, den sie schon als junges Mädchen – ohne wirklich gläubig zu sein – in der Religion gefunden hatte, wird ihr immer wichtiger. 1919 ist es die vermeintliche Gottesnärrin Serafima Tuntsewa, die ihr den Glauben näher bringt. Das Vorbild für Lara soll Pasternaks langjährige Geliebte Olga Iwinskaja gewesen sein. Nach der Trennung von Juri, 1921, reist Lara mit Komarowski nach Wladiwostok, wo sie monatelang krank ist.
Alexander Alexandrowitsch GromekoIn Paris erzogener Agronomieprofessor in Moskau. Lebt mit seiner Familie in einem Haus in der Siwzew-Wraschek-Gasse. Während des Krieges steht er auf der Seite der provisorischen Regierung. 1917 ist er Vorsitzender eines Moskauer Bezirksrates.
Anna Iwanowna GromekoSeine Frau. Anna Iwanownas Vater ist Iwan Ernestowitsch Krueger, der Herr über ein großes Gut (Warykino bei Jurjatin) und eine Eisenmine im Ural ist. Anna Iwanowna ist kränklich und stirbt 1911 überraschend an einem Lungenödem; Tonja und Juri besuchen zu diesem Zeitpunkt gerade den Weihnachtsball bei den Swentitskis. Anna Gromekos beste Freundin ist die mehrfach geschiedene Schura Schlesinger, eine Theosophin, zu deren umfangreichen Bekanntenkreis viele Intellektuelle zählen.
Antonina („Tonja“) Alexandrowna GromekoDas einzige Kind von Alexander Alexandrowitsch und Anna Iwanowna. Sie wächst mit dem gleichaltrigen Juri auf, seit sie beide 14 Jahre alt sind. Nach dem Besuch des Gymnasiums studiert sie Recht. Tonja harmoniert mit Juri sehr und spiegelt seinen Charakter in vielen Dingen wider. Als Juri 1917 nach zweijähriger Trennung nach Moskau zurückkehrt, wird ihre Beziehung schwierig. Während Tonja ihm bis dahin immer auch eine intellektuelle Gefährtin gewesen war, richtet ihre Aufmerksamkeit sich unter den Kriegsbedingungen der extremen wirtschaftlichen Not nur noch aufs nackte Überleben der Familie. Tonja beschreibt sich selbst als eine Frau, die dazu gemacht sei, anderen das Leben einfach zu machen.
Viktor Ippolitowitsch KomarowskiMoskauer Rechtsanwalt, in seinem Beruf verschlagen und im Privatleben ein zynischer Menschenverächter. Er ist es, der 1902 Andrei Schiwago in den Ruin treibt und zum Selbstmord ermutigt. Die einzige echte Passion, die er im Laufe der Handlung entwickelt, ist seine Sehnsucht nach Lara. Nachdem sie bei den Swentitskis auf Kornakow schießt, beginnt er sich ernstlich vor der Möglichkeit zu fürchten, dass sein Verhältnis zu ihr ruchbar wird, Skandal erregt und seinen Ruf schädigt. Er gibt Lara daher Geld, mietet für sie ein Zimmer bei einer Bekannten, der Juristin Rufina Onissimovna Woit-Woitkowskaja, die am Arbat lebt, und hält sich von ihr fern. Allerdings erscheint er auf ihrer Hochzeitsfeier und kündigt an, sie und Pascha in Jurjatin besuchen zu wollen. Sein Plan, in einem Pufferstaat zwischen Russland und dem Ausland als Justizminister Karriere zu machen, scheitert. Er muss sich vor den Kommunisten verstecken.
Pawel („Pascha“) AntipowSohn eines Moskauer Eisenbahners; weil dieser 1905 verbannt wird und seine Frau Darja mit Typhus im Krankenhaus liegt, nehmen die Tiwersins Pascha sechs Monate lang zu sich auf. Als Kind ist Pascha schüchtern, sanft, umgänglich, heiter und ein begabter Imitator. Diese Fähigkeit zur Nachahmung ist es, die seine weitere persönliche Entwicklung determinieren wird. Seine Tochter Katenka wird diese Begabung später von ihm erben. Pascha liebt Lara von Kindheit an abgöttisch und folgt ihr in allem. Pascha besucht das Realgymnasium; auf Laras Drängen hin studiert er danach auch. In Jurjatin beginnt er, sich als Autodidakt zu bilden und exzessiv zu lesen. Besonders die Mathematik interessiert ihn. Das Zusammenleben mit Lara lässt ihn verbittern und verändert ihn sehr zu seinem Nachteil. Als Galiullin ihm 1915 bei der Armee wiederbegegnet, erscheint Pascha ihm zwar klug, aber nervös, von Verachtung erfüllt, spottlustig und wortkarg. Pascha gerät als Fähnrich in deutsche Gefangenschaft, 1917 gelingt ihm die Flucht. Obwohl er parteilos und ganz unbekannt ist, macht er auf eine Empfehlung Tiwersins hin anschließend eine einzigartige Karriere. Unter dem Decknamen „Strelnikow“ rekrutiert er neue Soldaten, geht skrupellos gegen Deserteure vor und übernimmt dann mit großem Erfolg auch militärische Aufgaben. Wie Leo Trotzki mischt Strelnikow sich ins Kriegsgeschehen von einem eigenen Panzerzug aus ein. Als Juri Schiwago ihm 1918 begegnet, erlebt er ihn als eine Persönlichkeit mit vollendeter Willenskraft, der jeder Situation gewachsen scheint. Im Roman wird er folgendermaßen beschrieben: „Zwei Charakterzüge, zwei Leidenschaften zeichneten ihn aus: Sein Denken war ungewöhnlich klar und richtig. Er besaß in seltenem Maße die Gabe der sittlichen Reinheit und Gerechtigkeit, und sein Fühlen war heiß und edelmütig.“ Strelnikow ist von extremer Prinzipienfestigkeit, ein fanatischer Revolutionär, der sich einer Idee bedingungslos ausgeliefert hat. Aber er hat kein Herz; kurz vor der Begegnung mit Juri hatte er das Dorf Nischni Kelmes unter Artilleriefeuer genommen, nur weil die Bewohner des Nachbardorfes weißen Soldaten geholfen hatten. Lara bedauert, dass Paschas Bedürfnis, „im Chor zu singen“, so groß geworden sei, dass er seinen inneren moralischen Kompass verloren habe.

## Entstehung

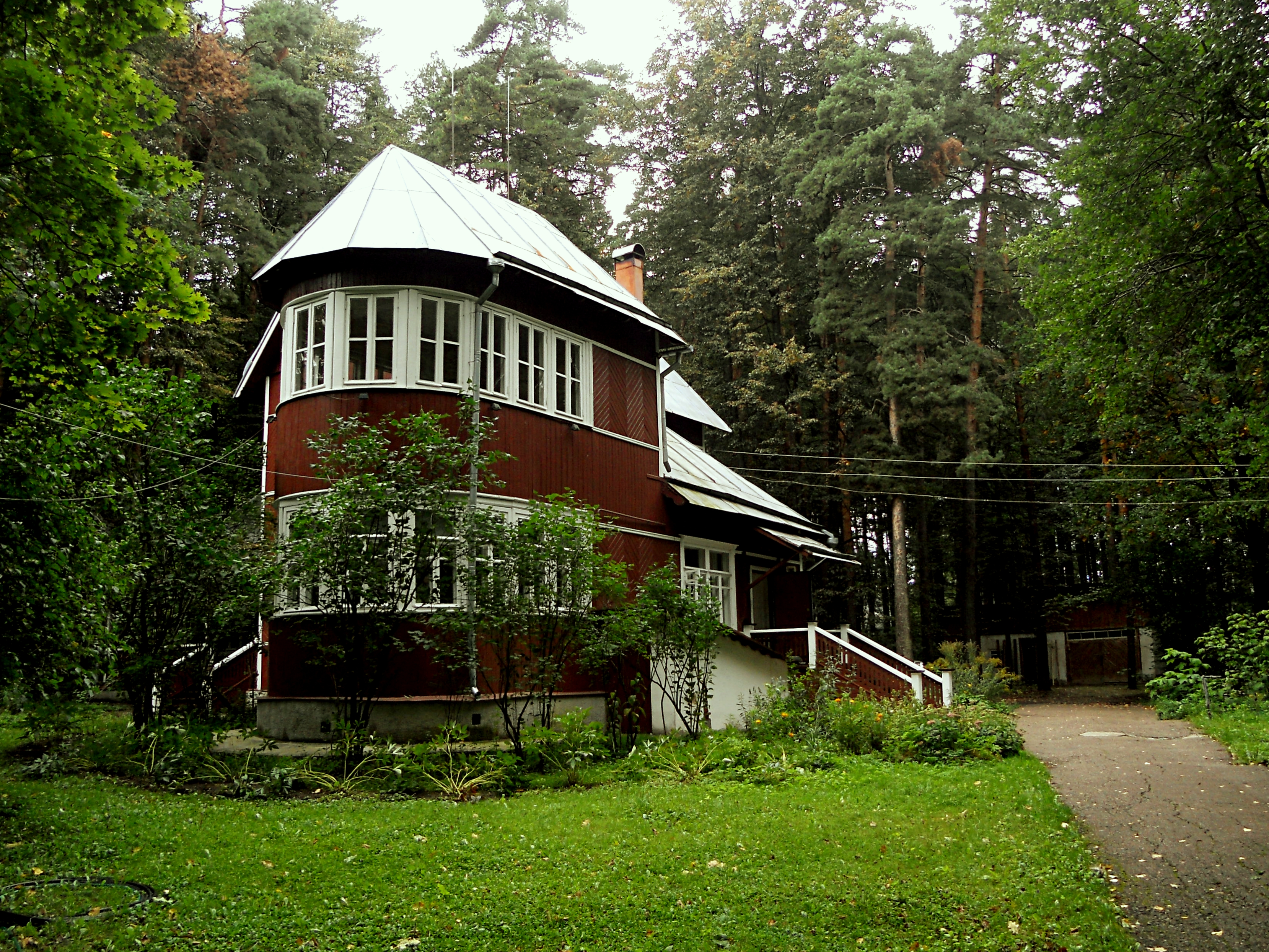
Pasternaks Datsche in Peredelkino

Pasternak soll sich schon 1934 nach einem „ganz gewöhnlichen Roman“ gesehnt haben, der „einige unansehnliche und armselige Worte des Alltags enthalten sollte“.
Von 1946 bis 1955 arbeitete er an seinem ersten und einzigen Prosaroman. Als Vorbild für die fiktive Stadt Jurjatin gilt Perm, wo der Autor während des Zweiten Weltkrieges einige Jahre verbracht hat. Das Vorbild für das Anwesen Warykino war eine Datsche, die Pasternak in Peredelkino besaß, einem Vorort von Moskau; der von John Box mit Zwiebeltürmchen entworfene Eispalast in David Leans Film ist eine reine Kinoerfindung.

## Veröffentlichung
Pasternak bot sein Werk der russischen Zeitschrift Nowy Mir an, die erwartungsgemäß ablehnte. Pasternak erstellte mehrere Abschriften des Manuskripts, die er über Agenten ins westliche Ausland schmuggeln ließ. Durch Pasternaks widersprüchliche Anweisungen kursierten im Westen fünf voneinander abweichende Typoskripten. Es war ein regelrechter Wettbewerb um die Veröffentlichung entbrannt: Feltrinelli sowie die wissenschaftlichen Verlage Mouton und Brill sowie eine französische Übersetzercrew unter Leitung von Jacqueline de Proyart waren darin beteiligt. Jacqueline de Proyart war vom Autor mit der Wahrung seiner Interessen im Ausland betraut worden und verfügte als Einzige über die autorisierte Textfassung.
Der Roman erschien erstmals 1957 bei Giangiacomo Feltrinelli Editore in Mailand in einer italienischen Übersetzung. Eine russische Version erschien erstmals 1958 im Mouton Verlag in den Haag und wurde bei der Brüsseler Weltausstellung im Pavillon des Vatikans gratis an die Besucher verteilt.  Die Buchdeckel des Buches waren bei der Weltausstellung im Abfall zu finden; Die Empfänger der Bücher rissen sie zwecks besserer Versteckbarkeit auseinander. Eine zweite kleinformatige Dünndruckausgabe auf Bibeldruckpapier wurde speziell für die unauffällige Verbreitung im Ostblock gedruckt. Innerhalb der Sowjetunion durfte der Roman offiziell erst 1988 erscheinen.
Seit 1999 waren die undurchsichtigen Vorgänge um den Druck in den Niederlanden bekannt. Petra Couvée nannte damals als Kontakte Nicolas Nabokov und dessen Kongress für kulturelle Freiheit sowie den in den Niederlanden tätigen Ableger Vrede en Vrijheid der internationalen Organisation Paix et Liberté. Gesetzt worden sei das Buch in den USA. Der Journalist Iwan Tolstoi vertrat 2009 die These, dass die CIA die russische Erstausgabe von Pasternaks Revolutionsepos im Westen finanziert hätte.
Tatsächlich hatte das Nichterscheinen in der Sowjetunion das Interesse der CIA geweckt. Der zuständige Abteilungsleiter John Maury schrieb, Pasternaks „humanistische Botschaft“, wonach jede Person das Recht auf ein Privatleben und Respekt verdient habe – dies unabhängig vom Grad der politischen Loyalität oder seinem Beitrag zum Staat – stelle eine fundamentale Herausforderung für die sowjetische Ethik der „Aufopferung des Individuums für das kommunistische System“ dar. Nach Ablauf der gesetzlichen Schutzfrist veröffentlichte die US-Regierung im April 2014 die Dokumente aus jener Zeit zur Unterstützung der Veröffentlichung im Rahmen der Operation Aedinosaur und zur Finanzierung der Dünndruckausgabe.

## Übersetzungen und Adaptionen
Im Ausland erschien Doktor Schiwago außer in der Originalversion noch in 18 anderen Sprachen.
1965 wurde der Roman von David Lean mit Omar Sharif und Julie Christie in den Hauptrollen verfilmt; der Film wurde mit fünf Oscars ausgezeichnet. Es ist bis heute die populärste Verfilmung. Ursprünglich sollte Sophia Loren die Lara spielen, allerdings setzte sich David Lean gegenüber dem Produzenten Carlo Ponti durch. Carlo Ponti war der Ehemann von Sophia Loren.
2002 entstand eine Fernsehverfilmung mit Hans Matheson und Keira Knightley.
2006 wurde die bis zu diesem Zeitpunkt umfangreichste Verfilmung durch den Regisseur Alexander Proschkin realisiert. In der 12-teiligen TV-Produktion spielt Oleg Menschikow die Titelpartie und Tschulpan Chamatowa ist als Lara zu sehen.
Bereits 1958 produzierten WDR, NDR, SWF und RIAS den Roman als Hörspiel in der Bearbeitung von Ernst Schnabel. Unter der Regie von Otto Kurth spielten unter anderem Ludwig Cremer als Schiwago, Joana Maria Gorvin als Lara und Gert Westphal als Erzähler.
Der Komponist Anton Lubchenko (* 1985) machte aus dem Roman eine Oper, die 2015 am Stadttheater Regensburg uraufgeführt wurde.

## Nachgeschichte
Als Pasternak 1958 der Nobelpreis für Literatur „für seine bedeutende Leistung sowohl in der zeitgenössischen Lyrik als auch auf dem Gebiet der großen russischen Erzähltradition“ – also wohl vorwiegend für „Doktor Schiwago“ – verliehen werden sollte, nahm er diesen zwar zunächst an, lehnte die Übergabe aber später auf Druck der sowjetischen Obrigkeit ab. Pasternak wollte, wie aus einem persönlichen Brief an Chruschtschow hervorgeht, trotz aller Angriffe auf ihn und seine Arbeit auf keinen Fall die Sowjetunion verlassen.
Im Zuge der kulturpolitischen Liberalisierung in der UdSSR wurde Pasternak am 23. Februar 1987 rehabilitiert und posthum wieder in den Schriftstellerverband der UdSSR aufgenommen und sein Roman Dr. Schiwago sollte in einer sowjetischen Zeitung veröffentlicht werden.
Pasternaks Sohn nahm 1989 in einer besonderen Zeremonie den Nobelpreis in Stockholm stellvertretend an.
Der britische Autor Jim Williams hat unter dem Pseudonym Alexander Mollin 1994 beim Verlag Doubleday ein Sequel zum Roman veröffentlicht, Lara’s Child, das im selben Jahr auch in deutscher Übersetzung erschien (Laras Tochter). Nach Auskunft des Verlages der deutschen Ausgabe, Bertelsmann, setzt das Buch nicht Pasternaks Roman, sondern David Leans Film fort. Der Feltrinelli-Verlag, bei dem die Auswertungsrechte für Pasternaks Roman liegen, strengte Klage gegen die Veröffentlichung von Williams’ Buch an, weil dieses sich so eng an Pasternaks Vorlage anlehne, dass es keine eigenschöpferische Leistung darstelle. Das Oberlandesgericht Karlsruhe gab Feltrinelli Recht, und 1999 bestätigte der Bundesgerichtshof dieses Urteil. Bertelsmann darf das Sequel darum nicht mehr verkaufen.

## Form
Doktor Schiwago hat keine streng geschlossene Romanform, sondern bildet eine beabsichtigte Auswahl von Prosastücken und kurzen Episoden aus dem Leben der Vielzahl der Romangestalten. Daneben treten religionsphilosophische und kunstästhetische Betrachtungen.

## Kontext
Doktor Schiwago ist zwar das bekannteste, aber nicht der einzige Werk der russischen Literatur, das von den Grauen der Revolutionszeit erzählt. Weitere bedeutende Beispiele sind Die weiße Garde (1924) von Michail Bulgakow, Die Sonne der Toten (1925) von Iwan Schmeljow und Die Reiterarmee (1926) von Isaak Babel.

## Ausgaben (Auswahl)
- Il dottor Živago. Feltrinelli, Milano 1957 (italienisch).
- Le docteur Jivago. Éditions Gallimard, Paris Juni 1958 (französisch, französische Erstausgabe).
- Доктор Живаго. Mouton, Den Haag August 1958 (russisch, Vom CIA geförderte Ausgabe).
- Doctor Zhivago. Collins & Harvill, London September 1958 (englisch, britische Erstausgabe).
- Doctor Zhivago. Pantheon, New York September 1958 (englisch, amerikanische Erstausgabe).
- El doctor Zhivago. Editorial Minerva, Montevideo 1958 (spanisch).
- Doktor Schiwago. S. Fischer Verlag, Frankfurt am Main 1958 (deutsche Erstausgabe; ins Deutsche übertragen von Reinhold von Walter).
- Doktor Shiwago. Aufbau-Verlag, Berlin, Weimar 1991 (ins Deutsche übertragen von Thomas Reschke; Nachdichtung der Gedichte durch Richard Pietraß).
- Doktor Shiwago. Fischer-Taschenbuch, Frankfurt am Main 1992, ISBN 3-596-29519-X
- Doktor Shiwago. Fischer, Frankfurt am Main 2011, ISBN 978-3-596-90329-0 (= Fischer Klassik, Band 90329).